# Epamera toroensis
Epamera toroensis är en fjärilsart som beskrevs av Riley 1929. Epamera toroensis ingår i släktet Epamera och familjen juvelvingar. Inga underarter finns listade i Catalogue of Life.